# Нарок
Нарок (іноді його називають NauwongoTown ) — місто на захід від Найробі, яке підтримує економіку Кенії на південному заході країни, вздовж Великої рифтової долини. Нарок є столицею округу Нарок і є головним центром торгівлі в окрузі. Населення Нароку становить близько 65, 430 осіб, переважно масаїв. Місто розташоване на висоті 1827 метрів.
Місто Нарок — останнє велике місто, коли ви подорожуєте дорогою з Найробі до Національного парку Масаї Мара. Місто Нарок є центром послуг, бізнесу та фінансів. Десятиліттями економіка Нароку отримувала вигоду від туризму, сільського господарства, тваринництва та видобутку корисних копалин.

## Економіка

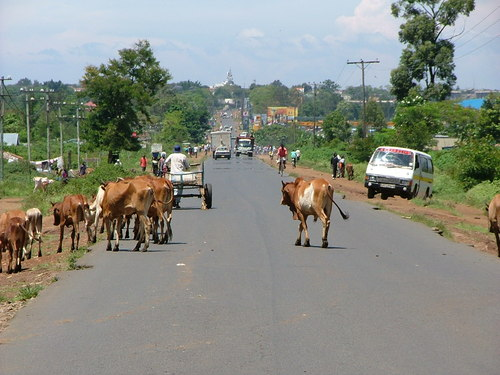
Нарок

Місто спостерігало структурне та економічне зростання завдяки дорогам та новому будівництву в цьому районі.
Стадіон Нарок (тепер він називається стадіон Вільяма Оле Нтімама ) був модернізований урядом округу та національним урядом. Нарок є домом для кенійського футбольного клубу WAZITO FC.
Основним економічним прибутком є сектор туризму, який приносить приблизно 10 мільярдів кенійських шилінгів щорічно, а також вирощування пшениці.